# Marsanz Torrejón Fútbol Sala
Club Marsanz Torrejón Fútbol Sala, también conocido como Marsanz Torrejón, fue un equipo de fútbol sala español situado en Torrejón de Ardoz (Comunidad de Madrid).
Fundado en 1980, durante los primeros años de la década de 1990 fue uno de los principales dominadores de la recién creada Liga Nacional de Fútbol Sala, y a lo largo de su trayectoria ganó un título de Liga en 1993, dos copas de España y un campeonato de Europa de clubes. El equipo desapareció en 1996 por dificultades económicas.

## Historia
El equipo fue fundado por Ramón Sanz en 1980 como un equipo juvenil, pero con el paso del tiempo pasó a disputar los primeros torneos nacionales de fútbol sala en España. Con la creación de la Liga Nacional de Fútbol Sala, el Marsanz fue uno de los 48 clubes que integraron la primera temporada de División de Honor, y en aquella liga inaugural cayeron en la semifinal por el título. En el primer años de la LNFS el equipo contaba con los internacionales Cancho, Javier Lozano, Quique Hernando, F. Lucas, Tino de la Cruz, etc. junto a los brasileños Paulo Roberto y Celso, considerados como una de las mejores duplas de la historia. Un año después llegó a la final, que perdió ante su mayor rival en 3 partidos (8-7, 7-6 y 6-4), Interviú Lloyd's.
En 1992 el Marsanz, patrocinado por Pennzoil, se confirmó como uno de los principales dominadores del campeonato español cuando ganó su primera copa de España frente al Sego Zaragoza en los penalties y obtuvo la Supercopa ese mismo año frente al CCM Toledo (4-1 y 6-9) . En la temporada 1992-93, los de Torrejón obtuvieron su primer y único título de Liga, con un equipo liderado por jugadores como Celso, Cancho, Alberto de la Torre, Jorge de la Cruz, Julito,  Richard, Luciano, Almir, Juan Cazorla, Javier Limones, Tino de la Cruz y Javier Trigueros entre otros, en una histórica final contra CCM de Toledo a tres partidos, en Alcobendas (1-1, 4-4 y 5-3). En 1994 el Marsanz consiguió tres títulos al hacerse con la Supercopa frente al equipo canario de Maspalomas (6-3 y 9-8), la Copa de España en Castellón frente a El Pozo de Murcia (2-1) y campeonato de Europa en Torrejón, frente al Uspinjaka Croata (13-3) aunque posteriormente perdió la final de la copa Intercontinental frente al Impacel brasileño.
A partir de ese año, el equipo de Torrejón entró en declive. Tras obtener unos discretos puestos en las siguientes campañas, en 1995 descendió con el cambio de sistema de la Liga. A pesar de que al año siguiente el Marsanz logró el ascenso al terminar segundo en la División de Plata y campeón de la liguilla de promoción, el equipo no se inscribió ante las dificultades económicas que atravesaba la institución, firmando así su desaparición. Tras este hecho, el Carnicer Torrejón pasó a ser el principal equipo de Torrejón.
En todos sus años en la élite del fútbol sala español, el Marsanz Torrejón jugó en el Polideportivo Joaquín Blume, con capacidad para 900 espectadores y que actualmente lleva el nombre del capitán histórico del club y torrejonero Javier Limones. Tras la desaparición del Marsanz, el equipo ha recibido varios homenajes por parte de la ciudad.

## Palmarés
- Primera División de fútbol sala: 1 (1993)
- Copa de España de fútbol sala: 2 (1992, 1994)
- Supercopa de España de fútbol sala: 2 (1992, 1994)
- Campeonato de Europa de Clubes de fútbol sala: 1 (1994)